# クォーク時代
クォーク時代(Quark epoch)は、初期宇宙の進化において、重力、電磁力、強い相互作用、弱い相互作用の基本相互作用が現在の形になったが、宇宙の温度がまだ高すぎて、クォークが結合してハドロンになることはできていなかった段階である。クォーク時代は、電弱相互作用が弱い相互作用と電磁力に分かれ、電弱時代が終わったビッグバンの約10-12秒後に始まった。クォーク時代の間、宇宙は濃く熱いクォークグルーオンプラズマに満たされていた。粒子間の衝突は非常にエネルギーが高いため、クォークが結合してメソンやバリオンになることはできなかった。クォーク時代は、ビッグバンの約10-6秒後に、粒子相互作用の平均エネルギーがハドロンの結合エネルギーを下回った時に終わった。続く時代は、クォークがハドロンに閉じ込められ始めた時に始まり、ハドロン時代として知られる。